# Савала, Фернандо
Фернандо Мартин Савала Ломбарди (исп. Fernando Martín Zavala Lombardi; род. 16 февраля 1971, Такна, Такна, Перу) — перуанский государственный деятель и экономист, министр экономики и финансов с 16 августа 2005 по 28 июля 2006 года, премьер-министр Перу с 28 июля 2016 по 17 сентября 2017 года.

## Биография

### Молодые годы и образование
Фернандо Мартин Савала Ломбарди родился 16 февраля 1971 года в Такне (регион Такна, Перу). Он стал четвёртым сыном в семье Хосе Савалы Рея де Кастро и Карлоты Ломбарди. Две его сестры, Вероника и Химена, сделали карьеру в области государственного управления.
С 1988 по 1993 год Савала изучал экономику в Тихоокеанского университета, где был членом студенческого центра и директор журнала факультета. С 1997 по 1999 год он учился в университете Пьюре, по окончании которого получил степень магистра делового администрирования. С 2000 по 2001 год Савала учился в Бирмингемском университете в Англии, где получил степень MBA.

### Карьера
После окончания образования Савала ушёл на работу в частный сектор, где стал помощником управляющего «Samtronics Perú», а также был финансовым аналитиком журнала «SE Semana Económica» компании «Apoyo Publicaciones», специализирующейся на новостях области экономики. Затем он перешёл в государственный сектор, где с 1995 по сентябрь 2000 года занимал должность генерального директора Национального института по защите конкуренции и охране интеллектуальной собственности во время правления Альберто Фухимори.

#### В министерстве экономики и финансов Перу
С 2001 по 2002 год Савала был советником в министерстве экономики Перу. 19 апреля 2002 года президент Перу Алехандро Толедо назначил Савалу на пост заместителя министра экономики и финансов при министрах Хавьере Силве Руэте (2002—2003), Хайме Куиландрии Салмоне (2003—2004) и Педро Пабло Кучински (2004—2005). 16 августа 2005 года Савала был назначен на пост министра экономики и финансов, сменив Кучински, который стал премьер-министром. В свои 34 года, Савала стал одним из молодых министров финансов Перу. 28 июля 2006 года на этой должности его сменил Луис Карранца.

#### Бизнес-сфера
В июле 2006 года Савала стал вице-президентом по стратегии и корпоративным отношениям крупнейшей в Перу пивоваренной компании «Backus and Johnston», контролирующей 95 % рынка пива в стране. После трех лет пребывания в должности, в сентябре 2009 года он был назначен исполнительным президентом «Cervecería Nacional» — подразделения пивоваренной компании «SABMiller», и переехал в Панаму. Позже он вернулся в Перу и в период с ноября 2013 года по июль 2016 года Савала занимал пост генерального директора «Backus and Johnston», дочерней компании «SABMiller». Также Савала был членом совета компаний «Interbank», «Alicorp», «Inmobiliaria IDE», «Cervecería San Juan», «Banco Falabella» и «Enersur».

#### Пост премьер-министра Перу

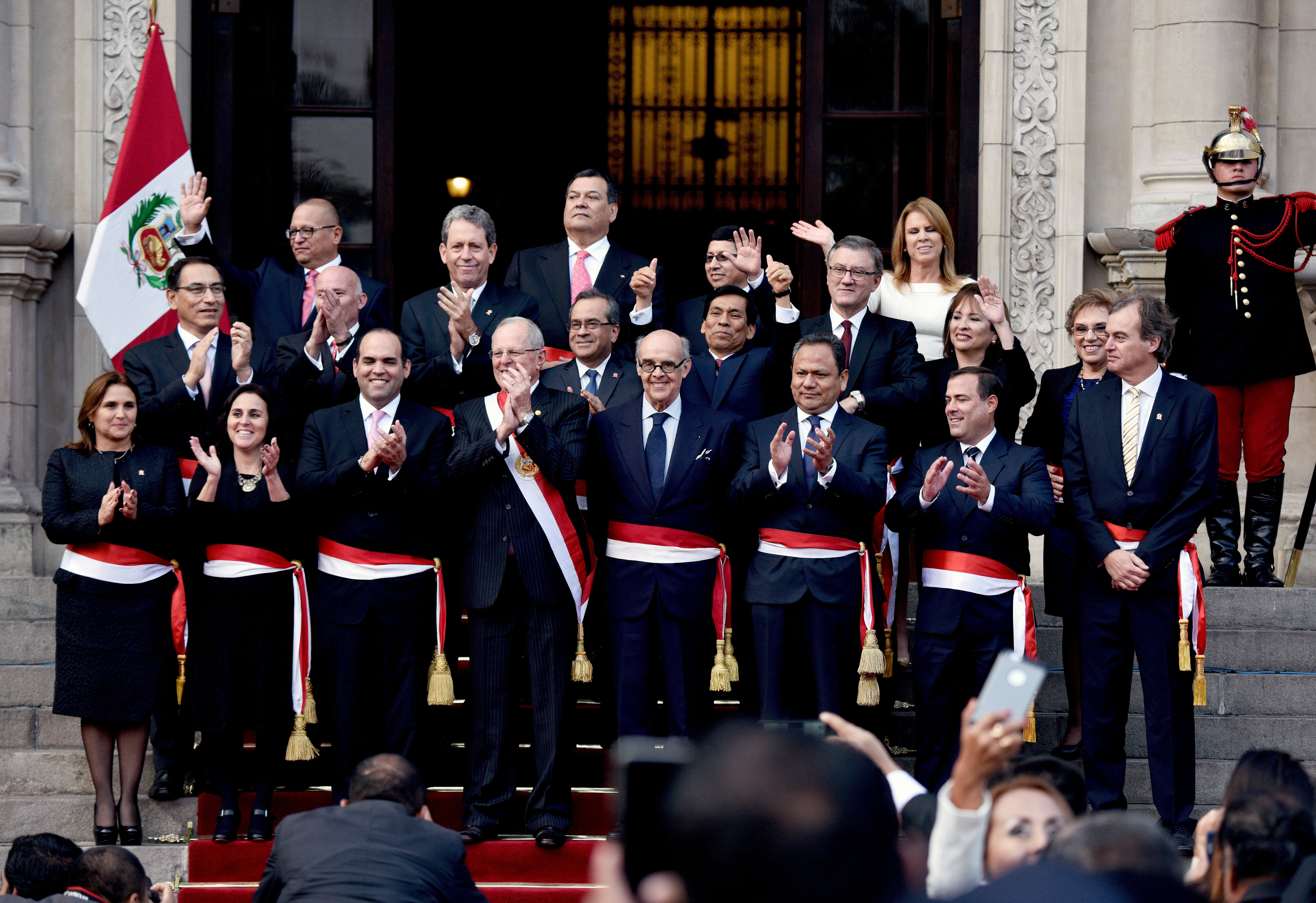
Савала с членами своего правительства и президентом у Дворца правительства, 28 июля 2016 года

10 июля 2016 года избранный президент Перу Педро Пабло Кучински назначил Фернандо Савалу на пост премьер-министра страны. Его кандидатуру одобрили в том числе в Американском народно-революционном альянсе, партии «Народное действие» и Христианской народной партии. После назначения Савала написал в «Твиттере», что это «очень большая честь» и «стремление работать для лучшего Перу».
15 июля Савала сформировал новое правительство из 18 министерств с равным представительством мужчин и женщин, которое будет исполнять свои обязанности в период с 2016 по 2021 год. 16 июля он встретился со своим предшественником на посту премьер-министра Педро Катериано и обсудил с ним процедуру передачи полномочий. 28 июля Савала был приведён к присяге вместе со своим правительством из 19 министров на церемония инаугурации в Зале Почёта Дворца правительства.
18 августа 2016 года Савала предстал перед собранием членов всех палат Конгресса Республики Перу с прошением вынести вотум доверия сформированному им правительству в соответствии с конституционным мандатом. В своей речи, продлившейся два часа, он наметил несколько основных направлений работы своего правительства: инвестиции в социальную сферу, реконструкция инфраструктуры водоснабжения, общественная безопасность и борьба с коррупцией, увеличение занятости и возрождение экономики, укрепление гражданского общества. Он отметил прогресс, достигнутый по итогам работы последних пяти правительств при президентах Альберто Фухимори, Валентине Паниагуа, Алехандро Толедо, Алане Гарсиа Пересе, Ольянте Умале. При этом он должен был получить 66 голосов, то есть половину и один голос из числа конгрессменов, учитывая то, что большинство в 130-местном парламенте составляют 73 депутата от партии Фухимори. Ввиду чего он особо отметил, что за время двух сроков пребывания в должности Фухимори, он «призвал к фундаментальным реформам для стабилизации экономики, восстановления жизнеспособной продуктивности и борьбы с терроризмом». После дискуссии, продлившейся 21 час, Конгресс вынес вотум доверия правительству 121 голосом «за» при двух, голосовавших «против», и одном воздержавшемся.

## Личная жизнь
В свои 45 лет, Савала обладает большим опытом работы, считаясь неолибералом и технократом, выступающим за инновационное развитие.